# 후안 아라네타
후안 아라네타(Juan Araneta, 1852년 7월 13일 ~ 1924년 10월 3일)는 필리핀의 기업가 겸 정치인이다.

## 이력
필리핀 일로일로주 일로일로에서 출생하였으며 지난날 한때 필리핀 칸루랑 네그로스 주 바콜로드에서 잠시 유아기를 보낸 적이 있는 그는 스페인과 미국의 직할식민지였던 필리핀에서 혁명 운동 동참과 설탕 농장 기업 운영을 하였으며 필리핀 혁명정부 시대에는 필리핀 대통령 특별보좌관 직책을 역임하였다.

## 같이 보기
- 바콜로드